# Drowning (Backstreet Boys)
Drowning è un brano dei Backstreet Boys della loro prima raccolta The Hits: Chapter One. La canzone, pubblicata il 13 agosto 2001, e inizialmente registrata per Black & Blue, venne inclusa nella raccolta come unico singolo inedito con al pianoforte Kevin Richardson.
Il singolo ebbe un buon successo in molte classifiche internazionali, raggiungendo la numero 3 in Svezia, la numero 5 in Norvegia e la numero 10 in Italia. Drowning fu l'ultimo inedito prima dei quattro anni di pausa che la band fece dal 2001 al 2005 ed è la sigla di chiusura dell'anime Hanada Shounen-shi.

## Video

### Versione ufficiale
La versione ufficiale del video fu girata a Los Angeles nel luglio 2001 e diretta dal regista Paul Boyd. Riprende i Backstreet Boys che cantano insieme presso un antico monumento somigliante ad una chiesa. Nel video è possibile notare un uso frequente dell'effetto controluce.

### "Wet Version"
Un video secondario della canzone fu girato nell'agosto 2001, e si apre con i Backstreet Boys in abiti neri che cantano la canzone al pianoforte suonato da Kevin Richardson. Inizialmente l'atmosfera è luminosa ma nuvole scure ingombrano il cielo durante il primo ritornello per poi creare un'incessante tempesta fino alla fine della canzone in cui i cantanti vengono investiti alle spalle da una grande onda, in riferimento al testo del brano che parla di un amore intenso che fa idealmente annegare.

## Track listing
International
1. "Drowning" (Album Version) - 4:25
2. "Back to Your Heart" - 4:21
3. "Shape of My Heart" (Video) - 3:50

UK CD1
1. "Drowning" (Radio Edit) - 4:13
2. "Everybody (Backstreet's Back)" (Sharp London Vocal Mix) - 7:58
3. "I Want It That Way" (Morales Club Version) - 7:25

UK CD2
1. "Drowning" (Radio Edit) - 4:13
2. "Drowning" (Dezrok Radio Mix) - 4:04
3. "Drowning" (Rizzo & Harris Radio Mix) - 4:02
4. "Drowning" (Video) - 4:32

UK promo single
1. "Drowning" (Rizzo and Harris Club Mix) - 7:53

## Classifiche

### Classifiche settimanali
| Classifica (2001-2002)                  | Posizione più alta |
| --------------------------------------- | ------------------ |
| Australia (ARIA Charts)                 | 49                 |
| Austria (Ö3 Austria Top 40)             | 9                  |
| Belgio (Fiandre) (Ultratop)             | 20                 |
| Belgio (Vallonia) (Ultratop)            | 4                  |
| Canada (Billboard)                      | 11                 |
| Danimarca (Track Top-40)                | 4                  |
| Eurochart Hot 100 Singles               | 12                 |
| Finlandia (Suomen virallinen lista)     | 10                 |
| Germania (Offizielle Top 100)           | 11                 |
| Irlanda (IRMA)                          | 10                 |
| Italia (FIMI)                           | 10                 |
| Norvegia (VG-lista)                     | 5                  |
| Nuova Zelanda (RMNZ)                    | 27                 |
| Paesi Bassi (Single Top 100)            | 13                 |
| Portogallo Singles Chart                | 3                  |
| Regno Unito (Official Charts Company)   | 4                  |
| Romania (Romanian Top 100)              | 9                  |
| Spagna (PROMUSICAE)                     | 5                  |
| Svezia (Sverigetopplistan)              | 3                  |
| Svizzera (Schweizer Hitparade)          | 13                 |
| USA Billboard Hot 100                   | 28                 |
| USA Hot Adult Contemporary (Billboard)  | 6                  |
| USA Adult Top 40 (Billboard)            | 40                 |
| USA Adult Mainstream Top 40 (Billboard) | 12                 |

### Classifiche di fine anno
| Classifica (2001)      | Posizione |
| ---------------------- | --------- |
| Italia Singles Chart   | 70        |
| Olanda Singles Chart   | 77        |
| Svizzera Singles Chart | 94        |